# DirectSound
DirectSound est une interface de programmation (API) destinée à la gestion de la partie audio pour les ordinateurs basés sur un système d’exploitation Microsoft. Elle fait partie de l’ensemble DirectX.